# Регенерация серебра
Регенерация серебра в фотографии — извлечение серебросодержащих соединений из отходов галогеносеребряного фотографического процесса.

## Регенерируемые отходы

### Фотоматериалы
- Отбракованные негативы
- Использованные промежуточные негативы и позитивы
- Пробные отпечатки, обрезки плёнки и фотобумаги
- Монтажные срезки киноплёнки

Содержание серебра составляет около 5-6 г/м2 в обычных чёрно-белых фотоматериалах, 7-8 г/м2 в цветных, 40 г/м2 в специальных эмульсиях (например, рентгеновских и некоторых астрографических)
Для извлечения серебра из таких отходов применяется два основных метода:
- Сжигание, сбор золы и последующая её обработка.
- Смывание эмульсии и обрабатывание раствора.

### Растворы
Отработанные растворы (как правило, фиксаж) содержат до 70 % массы серебра, находившегося в фотографической эмульсии чёрно-белой плёнки.
При обработке цветной плёнки в её эмульсионном слое серебра практически не остаётся, а основная его масса переходит в отбеливающий, фиксирующий растворы и промывную воду.

## Способы извлечения из раствора

### Химическое осаждение
- Для осаждения нерастворимого соединения из фиксажа наиболее часто используются сульфид натрия или гидросульфит натрия. При этом выделяется сероводород, и потому процесс проводят при хорошей вентиляции.
- Из отбеливающих растворов серебро осаждают хлоридом натрия.
- Вытеснение серебра более активным металлом, обычно цинком в виде мелкого порошка или пыли. В результате реакции образуется мелкое губчатое серебро с примесью непрореагировавшего цинка, которое собирают, отфильтровывают и высушивают. Цинк же переходит в раствор.

### Электролитический
Наиболее полная регенерация серебра осуществляется в электролитических установках. Выход металлического серебра по массе составляет до 98 % от содержащегося в растворе. Этот способ обычно применяют на предприятиях, занимающихся обработкой фотоматериалов. После этого процесса фиксаж обычно используют повторно, с добавлением незначительного количества освежающего раствора.

## Значение
Регенерация серебра имеет экономическое и экологическое значение.